# Hamundur Gunnarsson
Hamundur Gunnarsson (n. 914), fue un vikingo y bóndi de Gunnarsholt, Rangárvallasýsla en Islandia. Era hijo de Gunnar Baugsson (hijo del colono noruego Baugur Rauðsson), y Hrafnhildur Stórólfsdóttir (hija de Storólfur Ketilsson). Hamundur se casó con Rannveig Sigfúsdóttir (según la saga de Njál) o Rannveig Sigmundardóttir (hija de Sigmundur Sighvatsson según Landnámabók), de esa relación nacieron tres varones, Hjörtur (n. 938), Kolskeggur y Gunnar Hámundarson; y una hembra, Arngunnur (n. 940) que se casó con Hróar Tungugoði. Otras fuentes también le imputan la paternidad de Helgi (n. 942) y Hrafn Hámundsson (n. 944). Tuvo relación con otra mujer llamada Hamandur con quien tuvo otro hijo, Ormur skógarnef Hámundsson.